# Ribeira, A Coruña

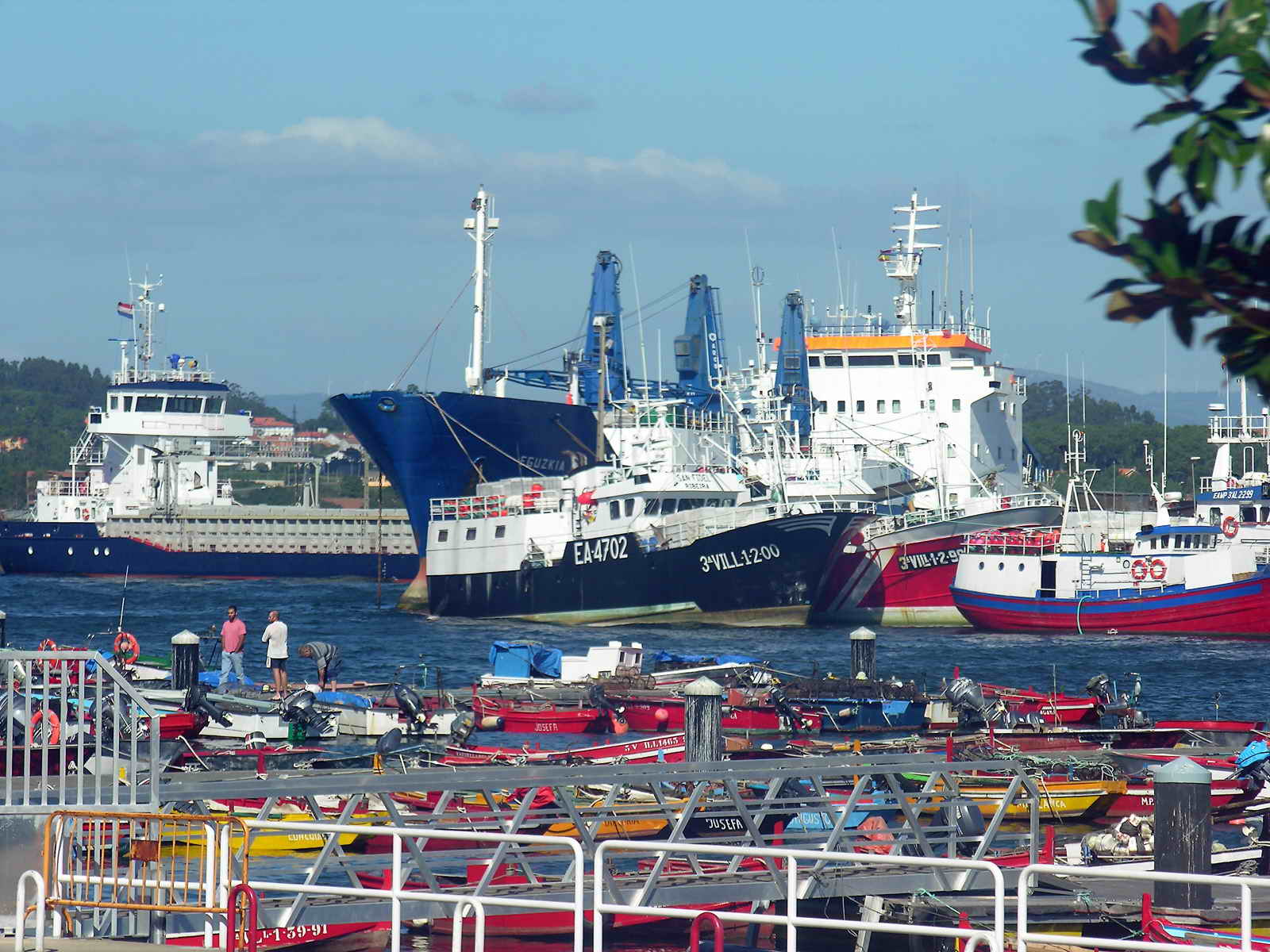
Port of Ribeira

Ribeira là thủ phủ của vùng Barbanza, ở tỉnh A Coruña trong cộng đồng tự trị của Galicia, Tây Ban Nha.